# 영월 김종길 가옥
영월 김종길 가옥(寧越 金鍾吉 家屋)은 대한민국 강원특별자치도 영월군 주천면에 있는 가옥이다. 1985년 1월 17일 강원특별자치도의 문화재자료 제71호로 지정되었다.

## 개요
평지에 ㄱ자형 안채를 배치하고 一자형 사랑채가 있어 전체 평면은 ㄷ자형을 이루고 있는 집이다.
안채는 대청을 중심으로 오른쪽에 건넌방과 부엌을 두고 왼쪽에는 웃방·안방·부엌·사랑방을 두었는데 사랑방은 원래 부엌의 광을 개조한 것으로 보인다. 웃방과 안방 밖으로 툇마루를 설치하였고 건넌방 앞에서 시작된 ㄱ자형 툇마루는 안방 앞까지 연결되어 있다.
행랑채는 나중에 새로 지은 것인데 대문을 중심으로 왼쪽에는 헛간, 오른쪽은 넓은 방과 부엌을 두고 있다.
이 집은 조선 순조 27년(1827)에 세웠으며 전체 구성 형식은 영서지방 민가 형식을 따르고 있다.

## 참고 자료
- 영월 김종길 가옥 - 국가유산청 국가유산포털